# ÖVP Burgenland
De ÖVP Burgenland is een Oostenrijkse politieke partij die deel uitmaakt van de Oostenrijkse Volkspartij (ÖVP) en actief is in de deelstaat Burgenland.
De ÖVP Burgenland werd in 1945 opgericht en vormt samen met de concurrerende SPÖ de voornaamste politieke partij in de deelstaat.

## Verkiezingsuitslagen
De onderstaande resultaten werden behaald bij de lokale verkiezingen voor de Landdag van Burgenland. De ÖVP was tot 1964 de grootste partij, sindsdien was dit telkens de sociaaldemocratische SPÖ.
| Jaar | Percentage | Zetels  |
| ---- | ---------- | ------- |
| 1945 | 51,8%      | 17 / 32 |
| 1949 | 52,6%      | 18 / 32 |
| 1953 | 48,4%      | 16 / 32 |
| 1956 | 49,2%      | 16 / 32 |
| 1960 | 48,1%      | 16 / 32 |
| 1964 | 47,3%      | 15 / 32 |
| 1968 | 46,6%      | 15 / 32 |
| 1972 | 45,9%      | 15 / 32 |
| 1977 | 45,1%      | 16 / 36 |
| 1982 | 43,0%      | 16 / 36 |
| 1987 | 41,5%      | 16 / 36 |
| 1991 | 38,2%      | 15 / 36 |
| 1996 | 36,1%      | 14 / 36 |
| 2000 | 35,3%      | 13 / 36 |
| 2005 | 36,4%      | 13 / 36 |
| 2010 | 34,6%      | 13 / 36 |
| 2015 | 29,1%      | 11 / 36 |
| 2020 | 30,6%      | 11 / 36 |
| 2025 | 22,0%      | 8 / 36  |